# Sauromalus slevini
Espèce
Sauromalus slevini est une espèce de sauriens de la famille des Iguanidae.

## Répartition
Cette espèce est endémique de Basse-Californie du Sud au Mexique. Elle se rencontre dans des îles du golfe de Californie : Carmen, Coronados et Monserrat.

## Description
C'est un iguane de couleur brune à vert olive avec une ligne plus claire au milieu du dos, pouvant parfois présenter des bandes ou des marbrures.
Il vit dans des zones rocheuses et consomme principalement des végétaux même s'il se nourrit parfois également d'insectes.

## Étymologie
Cette espèce est nommée en l'honneur de Joseph Richard Slevin (1881-1957).

## Publication originale
- Van Denburgh, 1922 : The reptiles of western North America, an account of the species known to inhabit California and Oregon, Washington, Idaho, Utah, Nevada, Arizona, British Columbia, Sonora and Lower California, Volume I. Lizards. Occasional papers of the California Academy of Sciences, n. 10, p. 1–612 (texte intégral).